# Chrysosoma cingulipes
Chrysosoma cingulipes är en tvåvingeart som först beskrevs av Walker 1835.  Chrysosoma cingulipes ingår i släktet Chrysosoma och familjen styltflugor. Inga underarter finns listade i Catalogue of Life.